# Veldrijden in het seizoen 2010-2011
Het veldritseizoen 2010-2011 begon op 11 september 2010 met de Nittany Lion Cross in het Amerikaanse Breinigsville en eindigde op 20 februari 2011 met de Internationale Sluitingsprijs in Oostmalle, België.

## UCI ranking

### Eindstanden
De landenrankings per categorie werden opgemaakt door optelling van de punten die behaald werden door de eerste drie geklasseerde renners van elk land. In het geval dat landen gelijk stonden in de stand, was de plaats van hun beste renner in de individuele stand beslissend.

#### Mannen
| Plaats | Renner                | Punten |
| ------ | --------------------- | ------ |
| 1      | Sven Nys              | 2.050  |
| 2      | Niels Albert          | 2.023  |
| 3      | Kevin Pauwels         | 1.960  |
| 4      | Zdeněk Štybar         | 1.760  |
| 5      | Francis Mourey        | 1.414  |
| 6      | Klaas Vantornout      | 1.256  |
| 7      | Bart Aernouts         | 1.206  |
| 8      | Philipp Walsleben     | 1.069  |
| 9      | Bart Wellens          | 1.063  |
| 10     | Lars van der Haar     | 955    |
| 11     | Gerben de Knegt       | 940    |
| 12     | Christian Heule       | 936    |
| 13     | Tom Meeusen           | 865    |
| 14     | Steve Chainel         | 813    |
| 15     | Jeremy Powers         | 760    |
| 16     | Dieter Vanthourenhout | 700    |
| 17     | Tim Johnson           | 662    |
| 18     | Rob Peeters           | 612    |
| 19     | Nicolas Bazin         | 597    |
| 20     | Matthieu Boulo        | 583    |

| Plaats | Land                | Punten |
| ------ | ------------------- | ------ |
| 1      | België              | 6.033  |
| 2      | Frankrijk           | 2.824  |
| 3      | Tsjechië            | 2.710  |
| 4      | Nederland           | 2.378  |
| 5      | Verenigde Staten    | 1.976  |
| 6      | Duitsland           | 1.924  |
| 7      | Zwitserland         | 1.813  |
| 8      | Italië              | 1.229  |
| 9      | Spanje              | 1.153  |
| 10     | Polen               | 875    |
| 11     | Verenigd Koninkrijk | 786    |
| 12     | Canada              | 561    |
| 13     | Slowakije           | 488    |
| 14     | Denemarken          | 452    |
| 15     | Japan               | 355    |
| 16     | Zweden              | 308    |
| 17     | Kroatië             | 260    |
| 18     | Hongarije           | 260    |
| 19     | Luxemburg           | 241    |
| 20     | Oostenrijk          | 205    |

| Plaats | Land                | Punten |
| ------ | ------------------- | ------ |
| 1      | Nederland           | 1.566  |
| 2      | België              | 1.542  |
| 3      | Frankrijk           | 789    |
| 4      | Zwitserland         | 548    |
| 5      | Verenigde Staten    | 530    |
| 6      | Duitsland           | 491    |
| 7      | Italië              | 402    |
| 8      | Tsjechië            | 391    |
| 9      | Spanje              | 279    |
| 10     | Polen               | 249    |
| 11     | Verenigd Koninkrijk | 218    |
| 12     | Canada              | 218    |
| 13     | Denemarken          | 215    |
| 14     | Kroatië             | 200    |
| 15     | Hongarije           | 200    |
| 16     | Roemenië            | 130    |
| 17     | Oostenrijk          | 85     |
| 18     | Servië              | 80     |
| 19     | Finland             | 65     |
| 20     | Luxemburg           | 51     |

#### Vrouwen
| Plaats | Renster                  | Punten |
| ------ | ------------------------ | ------ |
| 1      | Katherine Compton        | 1.770  |
| 2      | Sanne van Paassen        | 1.530  |
| 3      | Marianne Vos             | 1.330  |
| 4      | Hanka Kupfernagel        | 1.295  |
| 5      | Kateřina Nash            | 1.220  |
| 6      | Sanne Cant               | 1.146  |
| 7      | Helen Wyman              | 1.112  |
| 8      | Daphny van den Brand     | 1.028  |
| 9      | Christel Ferrier-Bruneau | 975    |
| 10     | Pavla Havlíková          | 963    |
| 11     | Jasmin Egger-Achermann   | 839    |
| 12     | Sophie de Boer           | 774    |
| 13     | Pauline Ferrand-Prévot   | 758    |
| 14     | Caroline Mani            | 689    |
| 15     | Nikki Brammeier          | 588    |
| 16     | Linda van Rijen          | 534    |
| 17     | Sabrina Schweizer        | 533    |
| 18     | Laura van Gilder         | 495    |
| 19     | Sabrina Stultiens        | 476    |
| 20     | Susan Butler             | 473    |

| Plaats | Land                | Punten |
| ------ | ------------------- | ------ |
| 1      | Nederland           | 3.888  |
| 2      | Verenigde Staten    | 2.738  |
| 3      | Tsjechië            | 2.483  |
| 4      | Frankrijk           | 2.422  |
| 5      | Duitsland           | 2.260  |
| 6      | Verenigd Koninkrijk | 2.085  |
| 7      | België              | 1.795  |
| 8      | Zwitserland         | 1.145  |
| 9      | Canada              | 757    |
| 10     | Italië              | 560    |
| 11     | Denemarken          | 454    |
| 12     | Japan               | 334    |
| 13     | Luxemburg           | 333    |
| 14     | Spanje              | 303    |
| 15     | Oostenrijk          | 262    |
| 16     | Polen               | 243    |
| 17     | Zweden              | 220    |
| 18     | Kroatië             | 200    |
| 19     | Hongarije           | 200    |
| 19     | Ierland             | 200    |

Ranking per het einde van het seizoen.

## Kalender
De wereldbeker wordt weergegeven in vetgedrukte tekst, de belangrijkste regelmatigheidscriteriums in cursief gedrukte tekst.
Voor de wedstrijdcategorieën, zie UCI-wedstrijdcategorieën.

### September
| Datum | Cross                                                                   | Cat. | Winnaar mannen        | Winnaar vrouwen   |
| ----- | ----------------------------------------------------------------------- | ---- | --------------------- | ----------------- |
| 11    | Nittany Lion Cross, Breinigsville                                       | C2   | Luke Keough           | Laura Van Gilder  |
| 18    | North American Cyclocross Trophy #1 - Star Crossed Cyclo-cross, Redmond | C2   | Francis Mourey        | Kateřina Nash     |
| 18    | New England Championship Series #1 - Schoolhouse Cyclo-cross, Williston | C2   | Timothy Johnson       | Sally Annis       |
| 18    | Charm City Cross #1, Baltimore                                          | C2   | Davide Frattini       | Laura Van Gilder  |
| 19    | North American Cyclocross Trophy #2 - Rad Racing Gran Prix, Issaquah    | C2   | Francis Mourey        | Kateřina Nash     |
| 19    | New England Championship Series #2 - Catamount Grand Prix, Williston    | C2   | Timothy Johnson       | Andrea Smith      |
| 19    | Charm City Cross #2, Baltimore                                          | C2   | Davide Frattini       | Laura Van Gilder  |
| 19    | Steenbergcross, Erpe-Mere                                               | C2   | Sven Nys              |                   |
| 22    | Cross Vegas, Las Vegas                                                  | C1   | Francis Mourey        | Kateřina Nash     |
| 25    | USGP of Cyclocross #1 - Planet Bike Cup #1, Sun Prairie                 | C1   | Jeremy Powers         | Katherine Compton |
| 25    | The Nor Easter Cyclo-cross at Loon Mountain, Lincoln                    | C2   | Justin Lindine        | Laura Van Gilder  |
| 25    | Openingsveldrit van Harderwijk, Harderwijk                              | C2   | Dieter Vanthourenhout |                   |
| 25    | Cross Stribro (TOI TOI Cup), Stříbro                                    | C2   | Zdeněk Štybar         |                   |
| 26    | Ellison Park Cyclo-cross, Rochester                                     | C2   | Justin Lindine        | Natasha Elliott   |
| 26    | USGP of Cyclocross #2 - Planet Bike Cup #2, Sun Prairie                 | C2   | Timothy Johnson       | Katherine Compton |
| 26    | Grote Prijs Neerpelt, Neerpelt                                          | C2   | Sven Nys              | Sanne van Paassen |
| 28    | Cross Louny (TOI TOI Cup), Louny                                        | C2   | Zdeněk Štybar         |                   |

### Oktober
| Datum | Cross                                                                        | Cat. | Winnaar mannen           | Winnaar vrouwen          |
| ----- | ---------------------------------------------------------------------------- | ---- | ------------------------ | ------------------------ |
| 2     | North American Cyclocross Trophy #3 - Gran Prix of Gloucester #1, Gloucester | C2   | Jeremy Powers            | Laura Van Gilder         |
| 2     | Krosstober-fest Weekend #1, San Dimas                                        | C2   | Joachim Parbo            | Teal Stetson-Lee         |
| 2     | Cyclo-Cross International Podbrezová, Horná Mičiná                           | C2   | Ondřej Bambula           |                          |
| 3     | Krosstober-fest Weekend #2, San Dimas                                        | C2   | Daniel Summerhill        | Teal Stetson-Lee         |
| 3     | Citadelcross (GVA Trofee), Namur                                             | C2   | Zdeněk Štybar            | Sanne van Paassen        |
| 3     | North American Cyclocross Trophy #4 - Gran Prix of Gloucester #2, Gloucester | C2   | Timothy Johnson          | Meredith Miller          |
| 8     | Darkhorse Cyclo-Stampede International Cyclo-cross, Covington                | C2   | Ryan Trebon              | Katherine Compton        |
| 9     | Cross Uničov (TOI TOI Cup), Uničov                                           | C2   | Christoph Pfingsten      |                          |
| 9     | Java Johnny's - Lionhearts International Cyclo-cross, Middletown             | C2   | Jeremy Powers            | Katherine Compton        |
| 9     | Providence Cyclo-cross #1, Providence                                        | C2   | Timothy Johnson          | Sally Annis              |
| 10    | Bio Wheels / United Dairy Farmers Harbin Park International, Cincinnati      | C1   | Jeremy Powers            | Katherine Compton        |
| 10    | Cyclocross Ruddervoorde (Superprestige), Ruddervoorde                        | C1   | Zdeněk Štybar            |                          |
| 10    | Providence Cyclo-cross #2, Providence                                        | C2   | Timothy Johnson          | Meredith Miller          |
| 10    | Trofeo Ciudad de Valladolid Internacional, Valladolid                        | C2   | Javier Ruiz de Larrinaga |                          |
| 10    | Cross Abergavenny (National Trophy), Abergavenny                             | C2   | Paul Oldham              |                          |
| 14    | Kermiscross, Ardooie                                                         | C2   | Zdeněk Štybar            |                          |
| 16    | Granogue Cross #1, Wilmington                                                | C2   | Jesse Anthony            | Laura Van Gilder         |
| 16    | Toronto International Cyclo-cross #1, Toronto                                | C1   | Davide Frattini          | Katy Curtis              |
| 16    | VII Cyclo-cross de Villarcayo, Villarcayo                                    | C2   | Sven Beelen              |                          |
| 17    | Granogue Cross #2, Wilmington                                                | C2   | Jesse Anthony            | Laura Van Gilder         |
| 17    | Toronto International Cyclo-cross #2, Toronto                                | C2   | Davide Frattini          | Natasha Elliott          |
| 17    | Cross Aigle (Wereldbeker), Aigle                                             | CDM  | Zdeněk Štybar            | Katherine Compton        |
| 23    | USGP of Cyclocross #3 - Derby City Cup #1, Louisville                        | C1   | Timothy Johnson          | Georgia Gould            |
| 23    | New England Championship Series #3 - Downeast Cyclo-cross #1, New Gloucester | C2   | Dylan McNicholas         | Sally Annis              |
| 23    | VII Cyclo-cross de Medina de Pomar, Medina de Pomar                          | C2   | Sven Beelen              |                          |
| 24    | New England Championship Series #4 - Downeast Cyclo-cross #2, New Gloucester | C2   | Adam Myerson             | Sally Annis              |
| 24    | GP de la Commune de Contern, Contern                                         | C2   | Steve Chainel            |                          |
| 24    | USGP of Cyclocross #4 - Derby City Cup #2, Louisville                        | C2   | Jeremy Powers            | Georgia Gould            |
| 24    | Cyclocross Pilsen (Wereldbeker), Pilsen                                      | CDM  | Zdeněk Štybar            | Sanne van Paassen        |
| 26    | Nacht van Woerden, Woerden                                                   | C2   | Tom Meeusen              | Daphny van den Brand     |
| 28    | Cyclocross Tábor, Tábor                                                      | C1   | Radomír Šimůnek          |                          |
| 30    | Cross Lostice (TOI TOI Cup), Loštice                                         | C2   | Ondřej Bambula           |                          |
| 30    | Beacon Cross, Bridgeton                                                      | C2   | Valentin Scherz          | Deidre Winfield          |
| 30    | North American Cyclocross Trophy #5 - Boulder Cup C2 Cyclo-cross, Boulder    | C2   | Jeremy Powers            | Katherine Compton        |
| 31    | North American Cyclocross Trophy #6 - Boulder Cup C1 Cyclo-cross, Boulder    | C1   | Timothy Johnson          | Georgia Gould            |
| 31    | Cyclocross Zonhoven (Superprestige), Zonhoven                                | C1   | Zdeněk Štybar            | Daphny van den Brand     |
| 31    | Cross Saverne (Coupe de France), Saverne                                     | C2   | Steve Chainel            | Christel Ferrier-Bruneau |
| 31    | Cyclo-cross de Karrantza, Karrantza                                          | C2   | Egoitz Murgoitio         |                          |
| 31    | Internationales Radquer Steinmaur, Steinmaur                                 | C2   | Marcel Wildhaber         | Jasmin Achermann         |
| 31    | HPCX, Jamesburg                                                              | C2   | Valentin Scherz          | Laura Van Gilder         |
| 31    | Cross Ipswich (National Trophy), Ipswich                                     | C2   | Liam Killeen             |                          |

### November
| Datum | Cross                                                                              | Cat. | Winnaar mannen      | Winnaar vrouwen          |
| ----- | ---------------------------------------------------------------------------------- | ---- | ------------------- | ------------------------ |
| 1     | Koppenbergcross (GVA Trofee), Oudenaarde                                           | C1   | Sven Nys            | Helen Wyman              |
| 1     | Trofeo Ayuntamiento de Muskiz, Muskiz                                              | C2   | Egoitz Murgoitio    |                          |
| 1     | Cyclo-cross international de Marle, Marle                                          | C2   | Francis Mourey      |                          |
| 6     | Dam Cross Weekend #1, Los Angeles                                                  | C2   | Adam Craig          | Susan Butler             |
| 6     | New England Championship Series #5 - The Cycle-Smart International #1, Northampton | C2   | Luke Keough         | Laura Van Gilder         |
| 7     | New England Championship Series #6 - The Cycle-Smart International #2, Northampton | C2   | Luke Keough         | Laura Van Gilder         |
| 7     | Dam Cross Weekend #2, Los Angeles                                                  | C2   | Adam Craig          | Susan Butler             |
| 7     | Internationales Radquer Frenkendorf, Frenkendorf                                   | C2   | Christian Heule     |                          |
| 7     | Europees kampioenschap, Frankfurt am Main                                          | CC   |                     | Daphny van den Brand     |
| 11    | Cyclocross Nommay, Nommay                                                          | C1   | Nicolas Bazin       | Hanka Kupfernagel        |
| 11    | Jaarmarktcross, Niel                                                               | C2   | Sven Nys            | Helen Wyman              |
| 13    | Cross Kutná Hora (TOI TOI Cup), Kutná Hora                                         | C2   | Vladimír Kyzivát    |                          |
| 13    | USGP of Cyclocross #5 - Mercer Cup #1, Fort Collins                                | C2   | Geoff Kabush        | Kateřina Nash            |
| 13    | GP Région Wallonne, Dottignies                                                     | C2   | Francis Mourey      |                          |
| 14    | Bollekescross (Superprestige), Hamme                                               | C1   | Sven Nys            |                          |
| 14    | USGP of Cyclocross #6 - Mercer Cup #2, Fort Collins                                | C2   | Timothy Johnson     | Katherine Compton        |
| 14    | Int. Radquerfeldein Lambach/Stadl-Paura, Stadl-Paura                               | C2   | Ondřej Bambula      |                          |
| 14    | Cross Kirkby Mallory (National Trophy), Kirkby Mallory                             | C2   | Nicolas Bazin       |                          |
| 20    | GP van Hasselt (GVA Trofee), Hasselt                                               | C2   | Kevin Pauwels       |                          |
| 20    | Cross Kolín (TOI TOI Cup), Kolín                                                   | C2   | Johannes Sickmüller |                          |
| 20    | North Carolina Grand Prix #1, Hendersonville                                       | C2   | Brian Matter        | Ashley James             |
| 21    | Cyclocross Asper-Gavere (Superprestige), Gavere                                    | C1   | Sven Nys            | Sanne van Paassen        |
| 21    | 7. Internationale Döhlauer Crossrennen, Döhlau                                     | C2   | Christoph Pfingsten | Pavla Havlíková          |
| 21    | North Carolina Grand Prix #2, Hendersonville                                       | C2   | Brian Matter        | Ashley James             |
| 21    | Kansai Cyclo-cross Makino Round, Makino                                            | C2   | Keiichi Tsujiura    | Ayako Toyooka            |
| 21    | Cross Miramas (Coupe de France), Miramas                                           | C2   | Francis Mourey      | Christel Ferrier-Bruneau |
| 26    | Carousel Volkswagen Jingle Cross Rock presented by Scheels #1, Iowa City           | C2   | Jamey Driscoll      | Meredith Miller          |
| 27    | New England Championship Series #7 - Baystate Cyclo-cross #1, Sterling             | C2   | Jeremy Powers       | Laura Van Gilder         |
| 27    | Carousel Volkswagen Jingle Cross Rock presented by Scheels #2, Iowa City           | C2   | Ryan Trebon         | Meredith Miller          |
| 27    | Duinencross (Wereldbeker), Koksijde                                                | CDM  | Niels Albert        | Katherine Compton        |
| 28    | Carousel Volkswagen Jingle Cross Rock presented by Scheels #3, Iowa City           | C1   | Jamey Driscoll      | Meredith Miller          |
| 28    | Cyclocross Gieten (Superprestige), Gieten                                          | C1   | Tom Meeusen         |                          |
| 28    | New England Championship Series #8 - Baystate Cyclo-cross #2, Sterling             | C2   | Jeremy Powers       | Andrea Smith             |
| 28    | Internationales Radquer Frauenfeld, Frauenfeld                                     | C2   | Christian Heule     |                          |
| 28    | Cross Southampton (National Trophy), Southampton                                   | C2   | Ian Field           |                          |

### December
| Datum | Cross                                                            | Cat. | Winnaar mannen    | Winnaar vrouwen          |
| ----- | ---------------------------------------------------------------- | ---- | ----------------- | ------------------------ |
| 4     | USGP of Cyclocross #7 - Portland Cup #1, Portland                | C1   | Jeremy Powers     | Kateřina Nash            |
| 4     | New England Championship Series #9 - NBX GP #1, Warwick          | C2   | Adam Myerson      | Sally Annis              |
| 5     | New England Championship Series #10 - NBX GP #2, Warwick         | C2   | Nicholas Keough   | Laura Van Gilder         |
| 5     | Grand Prix Julien Cajot, Leudelange                              | C2   | Lars Boom         |                          |
| 5     | USGP of Cyclocross #8 - Portland Cup #2, Portland                | C2   | Jeremy Powers     | Kateřina Nash            |
| 5     | Ziklokross Igorre (Wereldbeker), Igorre                          | CDM  | Niels Albert      |                          |
| 6     | Asteasuko XII Ziklo-Krossa, Asteasu                              | C2   | Sven Nys          |                          |
| 8     | Gran Premio Santa Barbara, Puente Viesgo                         | C2   | Isaac Suárez      |                          |
| 8     | Cyclo-cross del Ponte, Oderzo                                    | C2   | Bart Aernouts     | Helen Wyman              |
| 11    | GP Rouwmoer (GVA Trofee), Essen                                  | C1   | Sven Nys          |                          |
| 11    | Cross Mnichovo Hradiště (TOI TOI Cup), Mnichovo Hradiště         | C2   | Jaroslav Kulhavý  |                          |
| 12    | Druivencross, Overijse                                           | C1   | Sven Nys          |                          |
| 12    | Cross Saint-Jean-de-Monts (Coupe de France), Saint-Jean-de-Monts | C2   | Francis Mourey    | Christel Ferrier-Bruneau |
| 12    | Cross Bradford (National Trophy), Bradford                       | C2   | Ian Field         |                          |
| 12    | GP Wetzikon, Wetzikon                                            | C2   | Christian Heule   | Hanka Kupfernagel        |
| 18    | Scheldecross, Antwerpen                                          | C1   | Radomír Šimůnek   | Hanka Kupfernagel        |
| 19    | Cyclo-cross International Ciudad de Valencia, Valencia           | C2   | Tom Van den Bosch |                          |
| 19    | Bosduincross (Wereldbeker), Kalmthout                            | CDM  | Tom Meeusen       | Katherine Compton        |
| 26    | Internationales Radquer Dagmersellen, Dagmersellen               | C2   | Francis Mourey    | Sabine Spitz             |
| 26    | GP Eric De Vlaeminck (Wereldbeker), Heusden-Zolder               | CDM  | Lars Boom         | Katherine Compton        |
| 27    | Cyclocross Diegem (Superprestige), Diegem                        | C1   | Niels Albert      |                          |
| 29    | Azencross (GVA Trofee), Loenhout                                 | C1   | Niels Albert      | Marianne Vos             |
| 30    | Silvestercyclocross Bredene                                      | C2   | Zdeněk Štybar     |                          |
| 31    | GP 5 Sterne Region, Beromünster                                  | C2   | Lukas Flückiger   | Sabine Spitz             |

### Januari
| Datum | Cross                                               | Cat. | Winnaar mannen          | Winnaar vrouwen   |
| ----- | --------------------------------------------------- | ---- | ----------------------- | ----------------- |
| 1     | GP Sven Nys (GVA Trofee), Baal                      | C1   | Sven Nys                |                   |
| 1     | GP Hotel Threeland, Pétange                         | C2   | Francis Mourey          | Marianne Vos      |
| 2     | Cyclocross Tervuren, Tervuren                       | C1   | Niels Albert            | Hanka Kupfernagel |
| 2     | Radquer Bussnang, Bussnang                          | C2   | Francis Mourey          |                   |
| 15    | Kingsport Cyclo-cross Cup, Kingsport                | C2   | Travis Livermon         | Kimberly Flynn    |
| 15    | 33° Gran Premio Mamma E Papa Guerciotti AM, Segrate | C2   | Elia Silvestri          | Vania Rossi       |
| 16    | Cross Whitwell (National Trophy), Whitwell          | C2   | Kenneth Van Compernolle |                   |
| 16    | Cross Pontchateau (Wereldbeker), Pontchâteau        | CDM  | Kevin Pauwels           | Marianne Vos      |
| 22    | Kasteelcross, Zonnebeke                             | C2   | Rob Peeters             |                   |
| 23    | Cross Ispáster, Ispaster                            | C2   | Egoitz Murgoitio        |                   |
| 23    | GP Adrie van der Poel (Wereldbeker), Hoogerheide    | CDM  | Niels Albert            | Katherine Compton |
| 30    | Wereldkampioenschap, Sankt Wendel                   | CM   | Zdeněk Štybar           | Marianne Vos      |

### Februari
| Datum | Cross                                                 | Cat. | Winnaar mannen   | Winnaar vrouwen      |
| ----- | ----------------------------------------------------- | ---- | ---------------- | -------------------- |
| 2     | Parkcross, Maldegem                                   | C2   | Sven Nys         |                      |
| 5     | Krawatencross (GVA Trofee), Lille                     | C1   | Kevin Pauwels    | Sanne Cant           |
| 6     | Vlaamse Aardbeiencross (Superprestige), Hoogstraten   | C1   | Sven Nys         |                      |
| 12    | Noordzeecross (Superprestige), Middelkerke            | C2   | Klaas Vantornout |                      |
| 13    | GP Heuts, Heerlen                                     | C1   | Kevin Pauwels    | Helen Wyman          |
| 19    | Cauberg Cyclocross, Valkenburg aan de Geul            | C2   | Bart Wellens     | Marianne Vos         |
| 19    | Grote Prijs Stad Eeklo, Eeklo                         | C2   | Klaas Vantornout |                      |
| 20    | Internationale Sluitingsprijs (GVA Trofee), Oostmalle | C1   | Niels Albert     | Daphny van den Brand |

## Kampioenen
| Land                        | Datum               | Winnaar mannen           | Winnaar vrouwen      |
| --------------------------- | ------------------- | ------------------------ | -------------------- |
| Wereld ( Sankt Wendel)      | 30 januari 2011     | Zdeněk Štybar            | Marianne Vos         |
| Europa ( Frankfurt am Main) | 7 november 2010     |                          | Daphny van den Brand |
|                             |                     |                          |                      |
| België                      | 8-9 januari 2011    | Niels Albert             | Sanne Cant           |
| Canada                      | 7 november 2010     | Chris Sheppard           | Wendy Simms          |
| Denemarken                  | 8 januari 2012      | Kenneth Hansen           | Nikoline Hansen      |
| Duitsland                   | 8-9 januari 2011    | Philipp Walsleben        | Hanka Kupfernagel    |
| Finland                     | 10 oktober 2010     | Kimmo Kananen            | Anna Lindström       |
| Frankrijk                   | 8-9 januari 2011    | Francis Mourey           | Caroline Mani        |
| Groot-Brittannië            | 9 januari 2011      | Paul Oldham              | Helen Wyman          |
| Hongarije                   | 9 januari 2011      | Szilárd Buruczki         | Barbara Benko        |
| Ierland                     | 9 januari 2011      | Robin Seymour            | Ciara McManus        |
| Italië                      | 9 januari 2011      | Marco Fontana            | Vania Rossi          |
| Japan                       | 12 december 2010    | Keiichi Tsujiura         | Ayako Toyooka        |
| Kroatië                     | 16 januari 2011     | Dani Simcić              | Maja Marukić         |
| Luxemburg                   | 9 januari 2011      | Jempy Drucker            | Christine Majerus    |
| Nederland                   | 8-9 januari 2011    | Lars Boom                | Marianne Vos         |
| Oostenrijk                  | 9 januari 2011      | Peter Presslauer         | Elke Riedl           |
| Polen                       | 9 januari 2011      | Mariusz Gil              | Dorota Warczyk       |
| Roemenië                    | 31 oktober 2010     | Eduard-Michael Grosu     |                      |
| Slowakije                   | 11 december 2010    | Róbert Gavenda           | Zuzana Vojtášová     |
| Spanje                      | 8-9 januari 2011    | Javier Ruiz de Larrinaga | Aida Nuño            |
| Tsjechië                    | 8 januari 2011      | Zdeněk Štybar            | Kateřina Nash        |
| Verenigde Staten            | 11-12 december 2011 | Todd Wells               | Katherine Compton    |
| Zweden                      | 13 november 2010    | Emil Lindgren            | Kajsa Snihs          |
| Zwitserland                 | 8 januari 2011      | Christian Heule          | Jasmin Achermann     |

1982-1983 · 
1983-1984 · 
1984-1985 · 
1985-1986 · 
1986-1987 · 
1987-1988 · 
1988-1989 · 
1989-1990 · 
1990-1991 · 
1991-1992 · 
1992-1993 · 
1993-1994 · 
1994-1995 · 
1995-1996 · 
1996-1997 · 
1997-1998 · 
1998-1999 · 
1999-2000 · 
2000-2001 · 
2001-2002 · 
2002-2003 · 
2003-2004 · 
2004-2005 · 
2005-2006 · 
2006-2007 · 
2007-2008 · 
2008-2009 · 
2009-2010 · 
2010-2011 · 
2011-2012 · 
2012-2013 · 
2013-2014 · 
2014-2015 · 
2015-2016 · 
2016-2017 · 
2017-2018 · 
2018-2019 · 
2019-2020 · 
2020-2021 · 
2021-2022 · 
2022-2023 ·
2023-2024 ·
2024-2025
Kampioenschappen:  Wereldkampioenschappen · 
 Europese kampioenschappen · 
 Belgische kampioenschappen · 
 Nederlandse kampioenschappen
Klassementen:  Wereldbeker · 
 Superprestige · 
 GvA Trofee · 
 TOI TOI Cup · 
 Challenge national
Overig:  Fidea Cyclocross Classics